# 10850 Denso
10850 Denso este un asteroid din centura principală de asteroizi.

## Descriere
10850 Denso este un asteroid din centura principală de asteroizi. A fost descoperit pe 26 ianuarie 1995 la Kuma Kogen de Akimasa Nakamura. El prezintă o orbită caracterizată de o semiaxă mare de 2,21 ua, o excentricitate de 0,19 și o înclinație de 8,4° în raport cu ecliptica.